# 주창 (전한)
주창(周昌, ? ~ 기원전 192년)은 전한 초기의 군인으로, 패현(沛縣) 사람이다. 어사대부를 지냈으며, 개국공신 서열 16위로 분음후(汾陰侯)에 봉해졌다.

## 생애
원래는 종형 주가와 함께 진나라 사수군의 졸사를 지냈다. 유방이 패에서 봉기하고 사수수를 무찌르면서 주창과 함께 유방을 섬겼으며 직치(職志)를 맡았다. 기원전 206년, 유방이 한왕(漢王)에 봉해지면서 중위가 되었다.
한왕 4년 3월(기원전 203), 형양을 지키던 종형 주가가 항우에게 죽자 종형의 후임으로 어사대부를 지냈다. 초한전쟁 중에는 내사로써 오창(敖倉)을 지키고 어사대부로써 제후들을 안정시킨 공로로 2천 8백호를 받았다.
성품이 강직하고 직언을 잘 해, 소하 · 조참 등도 주창을 멀리했다. 고제가 연회를 열고 있는데 상주할 일이 있어 찾아갔다가 바로 달아나왔는데, 쫓아온 고제에게 목덜미를 잡혀 질문을 받았다. “나는 어떤 임금 같냐?” 대답했다. “폐하는 걸과 주와 같습니다.” 고제는 대답을 듣고 웃었지만 더욱 주창을 두려워했다.
고제는 원래 총희 척씨의 소생인 유여의를 태자 영 대신 태자로 삼으려 했지만, 고황후나 장량 등의 반대로 결국은 그만두고 대신 유여의를 조(趙)나라 왕으로 봉했다. 이때 조왕 여의의 나이가 10살밖에 되지 않아, 고제는 자신이 죽은 후 조왕의 안전을 걱정했다. 마침 곁에 있던 어사(御史) 조요에게 물어 주창을 조나라의 상국(相國)으로 삼았는데, 이 명령을 받은 주창은 좌천을 당하는 것이기에 울며 항의했으나 고제의 설득을 받고 조나라 상국으로 부임했다. 후임 어사대부는 조요가 맡았다.
고제가 죽은 후, 고황후는 조왕을 소환했으나 그때마다 주창이 왕의 병을 칭탈해 불응했다. 세 번을 반복하자 고황후는 먼저 주창부터 소환해 질책하고는 조왕을 소환해 1달 만에 독살했다. 주창은 병을 칭탈해 사직하고 3년 후에 죽었다. 시호를 도라 하였다.

## 가계

### 관련 인물
주가